# Chirag United Club Kerala
Il Chirag United Club Kerala è stata una società calcistica indiana di Kochi, nello Stato del Kerala.
Fondata nel 2004 e chiamata fino al 2011 Viva Kerala Football Club, si è dissoltasi poi nel 2012, dopo essere stata retrocessa nel 2011-2012.
I suoi colori sociali erano il giallo e il blu.

## Palmarès

### Competizioni nazionali
- I-League 2nd Division: 1

2008